# Evgueni Volochinov
Evgueni Andreïevitch Volochinov (en russe : Евгений Андреевич Волошинов), né le 17 décembre 1881 et exécuté le 19 février 1918, est un officier russe qui fut ataman provisoire des cosaques du Don durant la guerre civile russe.

## Biographie
Volochinov suit ses études dans le corps des cadets et à l’école militaire d’artillerie Michel à Saint-Pétersbourg. Il sert dans la 6e batterie de la garde des forces du Don puis dans la 19e batterie. En mai 1914 il est promu lieutenant-colonel.
Pendant la Première Guerre mondiale Volochinov dirige le comité militaro-industriel de Novotcherkassk visant à optimiser l’industrie pour les besoins de la guerre. Après la révolution de février participe à la création des structures du nouveau pouvoir alors que l’ataman Grabbe perd progressivement le contrôle de ses troupes. Le 7 mars Grabbe est démis de ses fonctions et Volochinov devient ataman provisoire des cosaques du Don.
En juin 1917 l’assemblée des cosaques du Don désigne un nouvel ataman, le premier ataman élu depuis 1709, Alexeï Kaledine.
Volochinov poursuit son activité politique tout en maintenant son engagement pour les arts alors que le Don devient une région de rassemblement des forces opposées aux bolchéviques. Une fois l’armée des volontaires parties de Novotcherkassk en janvier 1918 les troupes rouges entrent dans Novotcherkassk le 12 février 1918 et emprisonnent les représentants des cosaques dont Volochinov.
Le 18 février, l’ataman Nazarov, Volochinov et cinq autres haut gradés passent devant un peloton d’exécution. Contrairement aux autres Volochinov n’est pas tué sur le coup mais simplement blessé. Il parvint à gagner un village proche mais n’y trouva aucune aide et fut livré aux gardes rouges qui l’exécutèrent sommairement.